# Kristy Wallace (basquetebolista)
Kristy Wallace (Loganholme, 3 de janeiro de 1996) é uma jogadora de basquete australiana.

## Carreira universitária
Wallace jogou quatro temporadas de basquete universitário nos Estados Unidos pelo Baylor Lady Bears. Ela ganhou o Big 12 All-Freshman Team em 2015 e o Big 12 All-Defensive Team e o First-team All-Big 12 em 2018.

## Carreira profissional
Wallace foi escolhida na segunda rodada do draft da WNBA de 2018 pelo Atlanta Dream. Mais tarde, ela assinou um contrato de dois anos com o Canberra Capitals. Uma lesão no joelho em seu segundo jogo com o Canberra no final de 2018 a fez não jogar novamente até 2021 na NBL1 South com o Melbourne Tigers. Ela se juntou ao Southside Flyers para a temporada WNBL de 2021–22 e ganhou o prêmio de Sexta Mulher do Ano da WNBL.
Em 13 de janeiro de 2023, Wallace foi negociado do Atlanta Dream para o Indiana Fever.
Wallace fez sua estreia internacional pelas Gems no Campeonato FIBA Oceania Sub-18 de 2014 em Fiji. Wallace então representaria as Gems no Campeonato Mundial Sub-19 na Rússia no ano seguinte, onde terminaram em terceiro lugar e levaram para casa a medalha de bronze. Nos Jogos Olímpicos de Verão de 2024, em Paris, conquistou a medalha de bronze no torneio feminino do basquetebol, após vencer confronto contra a equipe belga por 85–81 na decisão do terceiro lugar.